# Islamisches Erbrecht
Das islamische Erbrecht gehört zum Bereich des islamischen Rechts und ist damit in der Scharia zu finden. Es basiert auf den Versen des Koran, ergänzt durch einige Hadith sowie deren beider Auslegung. Neben einer festgelegten Erbfolge mit verschiedenen Erbquoten ist das Aufsetzen eines Testaments empfohlen.

## Grundlage
Die Grundlage des Erbrechts bilden hauptsächlich die ersten Verse von Sure an-Nisā' bezüglich der Erbberechtigung und dem Anteil, welches hier in groben Zügen dargelegt wird und über die Sunna des Propheten genau definiert wurde, und Sure al-Māʾida Vers 106 bezüglich eines Testaments, sowie deren Auslegung.

### Grundsätzliches
Nach dem Ableben ist zunächst die Beerdigung mit sämtlichen Kosten aus der Erbmasse zu begleichen. Nachfolgend offene Verbindlichkeiten wie Darlehen, Schulden, die zurückgezahlt werden. Anschließend wird das Testament berücksichtigt. Oft werden Stiftungen oder Moscheen, aber auch nicht erbberechtigte bedürftige Angehörige (auch Nichtmuslime) begünstigt. Erst zuletzt wird der jeweilige Anteil an die Erbberechtigten ausgezahlt.

### Erbberechtigte

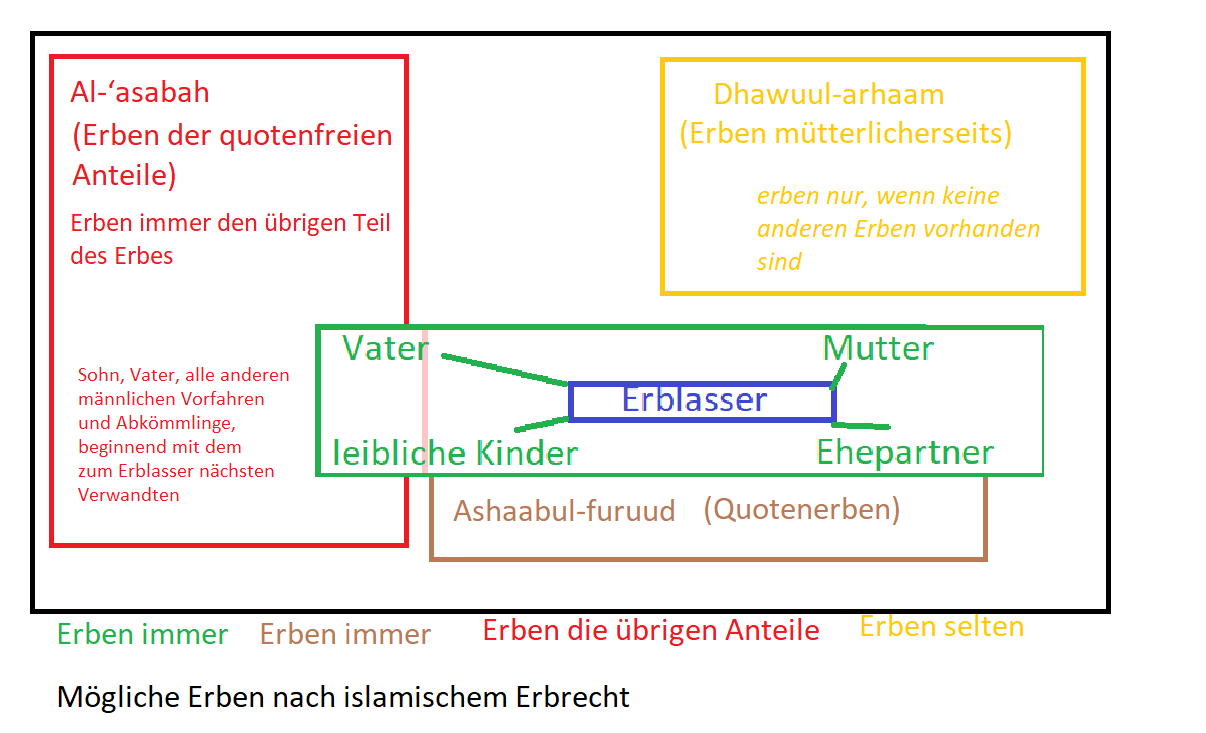
Mögliche Erben nach islamischem Erbrecht

Aus den Versen der Sure an-Nisa ergeben sich untenstehende Erbberechtigte, die in vier Erben-Gruppen eingeteilt werden:
- Ashaabul-furuud (أصحاب الفروض) = Erben festgelegter Anteile (Quotenerben)
- Al-‘asabah (العصبة) = Erben der quotenfreien Anteile
- Ahlur-radd (أهل الرد) = Erben des Überschuss
- Dhawuul-arhaam (ذوو الأرحام) = Erben mütterlicherseits

Sind alle der nachfolgenden  Erbberechtigten am Leben, so erben die leiblichen Kinder, die leiblichen Eltern sowie der Ehepartner. Alle anderen Erbberechtigten werden präkludiert (ausgeschlossen).
Folgende Personen sind im Allgemeinen nach oben genannten Versen erbberechtigt:

Männlich:

Männliche Erbberechtigte sind der Ehemann, der leibliche Sohn und seine männlichen Abkömmlinge (Enkel, Urenkel usw.) in absteigender Linie, der leibliche Vater und seine männlichen Vorfahren (Großvater, Urgroßvater usw.) in aufsteigender Linie, der leibliche Voll- und Halbbruder väterlicher – und mütterlicherseits und ihre männlichen Abkömmlinge (Neffe usw.) in absteigender Linie sowie der Onkel väterlicherseits und seine männlichen Abkömmlinge (Cousin usw.) in absteigender Linie
Weiblich:

Weibliche Erbberechtigte sind die Ehefrau, die leibliche Tochter, die leibliche Tochter des Sohnes (Enkelin), die leibliche Mutter, die leibliche Großmutter mütterlicher – und väterlicherseits sowie leibliche Voll- und Halbschwestern
Allerdings kann gemäß Scharia ein Muslim nur von einem Muslim erben und an einen Muslim vererben. Nichtmuslimische Familienangehörige sind daher vom Erbe ausgeschlossen, können aber über ein Testament mit bis zu 1/3 des Gesamterbes bedacht werden (siehe unten). Sind alle Erbberechtigten am Leben, so erben die leiblichen Kinder, die leiblichen Eltern sowie der Ehepartner. Alle anderen Erbberechtigten werden präkludiert.

### Erbquote der Quotenerben (Ashaabul-furuud)
Unter die Ashabul-furud fallen alle diejenigen Erben, denen nach der Scharia eine feste Erbquote (1/2, 1/3, 1/4, 1/6, 1/8, 2/3) zusteht.
Die jeweilige Erbquote kann für den gleichen Angehörigen innerhalb verschiedener Konstellationen der Erben verschieden hoch sein bzw. es tritt für einzelne Angehörige nicht immer der Erbfall ein. Allgemein gilt zudem, dass Erben der gleichen Stufe beispielsweise leiblicher Sohn und leibliche Tochter im Verhältnis von 2 zu 1 erben, der männliche Erbe erbt das Doppelte des weiblichen. Nachfolgend sind die verschiedenen Erbquoten mit Bedingungen aufgezählt.

#### Die Hälfte
Folgende Personen erben die Hälfte des Gesamterbes:
- der Ehemann, wenn es keine Kinder oder männlichen Enkel gibt
- eine einzige Tochter, wenn keine Söhne vorhanden sind
- eine einzige Vollschwester, wenn weder Kinder noch Enkel vorhanden sind

#### Das Viertel
Folgende Personen erben ein Viertel des Gesamterbes:
- der Ehemann, wenn Kinder und Enkel vorhanden sind
- die Ehefrau, wenn keine Kinder vorhanden sind

#### Das Achtel
Folgende Personen erben ein Achtel des Gesamterbes:
- die Ehefrau beim Vorhandensein von Kindern

#### Zwei Drittel
Folgende Personen erben zwei Drittel des Gesamterbes:
- zwei oder mehr Töchter, wenn es keine Söhne gibt
- zwei oder mehr Sohnestöchter, wenn es keine Sohnessöhne gibt
- zwei leibliche Vollschwestern, wenn es keine männlichen Angehörigen gibt

#### Das Drittel
Folgende Personen erben ein Drittel des Gesamterbes:
- die Mutter des Erblassers, beim Fehlen von Kindern und Vorhandensein von einer Schwester oder eines Bruders des Erblassers

#### Das Sechstel
Folgende Personen erben ein Sechstel des Gesamterbes:
- der Vater, wenn Kinder vorhanden sind bzw. der Großvater, wenn Kinder aber kein Vater vorhanden ist
- die Mutter bzw. die Großmutter
- Halbgeschwister

### Erben der quotenfreien Anteile (Al-‘asabah)
Hierunter fallen diejenigen Erbberechtigten, welche männlich und nicht über eine Frau mit dem Verstorbenen verwandt sind, also  Sohn, Sohnessohn, Brüder des Vaters. Nicht darunter fallen im Gegensatz dazu weibliche Verwandte und deren Nachkommen.
Asabah bedeutet stärken und der Asabah-Erbe bekommt den Anteil, der möglicherweise nach der Verteilung der Quoten übrig bleibt. >Gibt es keine Quotenerben, so erben sie alles. Asabah-Erben haben keine festgelegten Erbquoten und erben immer, Vater und Sohn sind immer Asabah Erben, wobei der Vater zugleich Quotenerbe ist. Der Sohn präkludiert alle anderen Asabah-Erben.
Besondere Regelung kommt den Asabah-Miterbinnen zu, die dann nicht die Quote, sondern erben mit diesen Männern dann gemeinsam als Asabah im Verhältnis 1:2.

### Erben des Überschusses (Ahlur-radd)
Die Erben des Überschusses sind diejenigen Quotenerben – Ehepartner des Verstorbenen ausgeschlossen –, welche den Rest der Erbschaft teilen, wenn kein Asabah-Erbe vorhanden ist. In der Regel trifft dies zu, wenn nur die Töchter erben und keine männlichen Verwandten sonst vorhanden sind.

### Erben mütterlicherseits (Dhawuul-arhaam)
Zu den Erben mütterlicherseits herrscht unter den verschiedenen Rechtsschulen kein Konsens. Diese sind alle Verwandten, die weder Quotenerben noch Asabah-Erben sind. Die Erbfolge richtet sich nach der Nähe der Verwandtschaft zum Verstorbenen unter Berücksichtigung der fehlenden Familienmitglieder.

## Ermittlung der Erbanteile – Berechnung
Die Erbanteile werden zunächst einzeln für die betreffenden Erben ermittelt. Je nach Familienkonstellation werden einzelne Angehörigen präkludiert (ausgeschlossen) oder erben. Hierfür listet man die einzelnen Erben mit Anteil auf. Da man verschiedene Brüche mit unterschiedlichem Nenner (1/3, 1/2, 1/4, 1/8, 2/3, 1/6) hat, muss man diese zur Berechnung zunächst gleichnamig machen (siehe Bruchrechnung) und anschließend addieren. – In der Regel ist der Hauptnenner 24.
Je nach Konstellation und Anzahl der Erbberechtigten ergeben sich dann folgende drei Möglichkeiten:
1. ‘Aadilah (عادلة): Die Summe der Erbanteile ergibt 100 %, das heißt Nenner und Zähler des Ergebnisses sind identisch.
2. Naaqi's'ah (ناقصة): Die Summe der Erbanteile ist geringer als 100 %, das heißt der Zähler ist kleiner als der Nenner und es bleibt etwas übrig, dieser Teil geht an den Asabah-Erben
3. Aailah (عائلة): Die Summe der Erbanteile übersteigt 100 %, der Zähler ist also größer als der Nenner, die Anteile werden verhältnismäßig berechnet.(Beispielsweise 26/24 -> das Erbe wird in 26 Teile geteilt, Angleichung des Bruchs auf 26/26)

Beispiel (Naaqisah-Fall): Ein Verstorbener hinterlässt Mutter, Vater, Tochter, Ehefrau und einen Vollbruder. Mutter und Vater erben je 1/6, die Tochter die 1/2, die Ehefrau 1/8, der Vollbruder erbt in diesem Fall nicht (P = präkludiert).
| Erben      | Erbquote | Erbanteil berechnet |
| ---------- | -------- | ------------------- |
| Mutter     | 1/6      | 4/24                |
| Vater      | 1/6      | 4/24                |
| Tochter    | 1/2      | 12/24               |
| Ehefrau    | 1/8      | 3/24                |
| Vollbruder | P        | 0/24                |

Da beim obigen Beispiel nur 23/24 an die Erben als Festanteile gehen, ist dies ein Naaqisah – Fall. Der übrige Teil von 1/24 geht in diesem Fall an den Vater (Asabah-Erbe).

### Weitere Beispiele
E sind nachfolgend die Erben.
- E: Ehemann, zwei Söhne, eine Tochter: In diesem Fall erhält der Ehemann als Quotenerbe 1/4, die Tochter mit den Söhnen gemeinsam als Asabah den Rest im Verhältnis 2:1, d. h. jeder Sohn erhält 3/10 des Gesamterbes, die Tochter 3/20 (3/4 verteilt auf fünf Teile)

## Testament
„O die ihr glaubt, wenn einem von euch der Tod naht zu der Zeit, da (er sein) Vermächtnis (macht), (soll) das Zeugnis unter euch (erfolgen) durch zwei gerechte Personen von euch, oder durch zwei andere, (die) nicht von euch (sind), wenn ihr im Land umherreist und euch dann das Unglück des Todes trifft. Ihr sollt sie nach dem Gebet festhalten, und sie sollen dann, wenn ihr zweifelt, bei Allah schwören: ‚Wir verkaufen es für keinen Preis, auch wenn es sich um einen Verwandten handelt, und verheimlichen das Zeugnis Allahs nicht; wir gehörten sonst wahrlich zu den Sündhaften.‘“

Koran Sura al Maida vers 106
Es ist geboten ein Testament, welches nach der Scharia von zwei Zeugen beglaubigt werden muss, zu erstellen.

„Ibn ’Umar, Allahs Wohlgefallen auf beiden, berichtete: Der Gesandte Allahs, Allahs Segen und Heil auf ihm, sagte: ‚Es ist nicht richtig, dass ein Muslim, der etwas besitzt, über das er ein Vermächtnis machen will, zwei Nächte verbringt, ohne dass er bei sich ein von ihm schriftlich niedergelegtes Testament bewahrt.‘“

Sahīh Muslim Hadith Nr. 3074
Die Pflicht dazu ist nur dann fällig, wenn Besitztum vorhanden ist. Allerdings kann man mit dem Testament nur über ein Drittel der Erbmasse bestimmen und nur Personen begünstigen, die nicht unter die genannten Erbberechtigte fallen. Das Testament wird noch vor der Berechnung der Quoten vollzogen.

## Problemstellungen
In vielen Ländern, in denen die Scharia nicht gilt, sollte es unter den Verwandten einen Konsens bezüglich des anzuwendenden Erbrechts geben. Hier ist zu beachten, dass laut Scharia Muslime nicht von Andersgläubigen erben und andersherum. Auch kann der Erbanteil oder das Erbe gerichtlich eingeklagt werden, wobei das Erbrecht des Staates, in dem die Erben leben oder auch das des Herkunftslands des Erblassers gerichtlich festgelegt werden können. Dies kann dazu führen, dass der Wille des Erblassers bezüglich der Erben nicht erfüllt wird.